# Guerre du Cenepa
 (août 2017).
Si vous disposez d'ouvrages ou d'articles de référence ou si vous connaissez des sites web de qualité traitant du thème abordé ici, merci de compléter l'article en donnant les références utiles à sa vérifiabilité et en les liant à la section « Notes et références ».
La guerre du Cenepa ou guerre de l'Alto Cenepa est la dernière guerre entre le Pérou et l'Équateur à propos du conflit frontalier entre les deux pays. Elle eut lieu en janvier-février 1995.

## Contexte
Pour un article plus général, voir Conflits frontaliers entre le Pérou et l'Équateur.

## La guerre

### Préparations des deux camps
Le mois de décembre 1994 se passa en préparation pour les deux camps (champ de mines, ravitaillements et reconnaissances). Profitant des routes construites après la guerre de 1981, les Équatoriens furent en mesure de renforcer considérablement leur présence : forces spéciales, artillerie et lance-roquettes multiples BM-21, batteries antiaériennes dont des missiles soviétiques SA-16. La force aérienne équatorienne (FAE) en profita aussi pour établir plusieurs pistes d'atterrissage et bases avancées. Le but étant d'éviter de reproduire les conditions du conflit perdu de 1981 et le manque de ravitaillement ou de soutien. Enfin, les Équatoriens disposent sur place dès le début du conflit de troupes d'élite (forces spéciales et milices indiennes spécialisées dans le combat dans la jungle).
Pour les Péruviens, le ravitaillement de la vallée de Cenepa était plus problématique dans la mesure où la région ne possédait pas de grandes routes. Un pont aérien fut établi par la force aérienne du Pérou (FAP) mais la partie finale dut être dévolue à des hélicoptères Mi-8 et Mi-17 qui furent considérablement gênés par les mauvaises conditions climatiques.
Cependant, vers la fin de la troisième semaine de janvier, les deux camps alignaient environ 5 000 hommes dans la zone de conflit. Les Équatoriens disposent de deux petits avant-postes (Base Sur et Tiwinza) sur le flanc ouest de la Cenepa et d'un plus important au nord (Coangos). Les Péruviens disposent de plusieurs bases avancées (notamment PV-1).

### Premiers accrochages
Entre les 8 et 11 janvier 1995, des patrouilles péruviennes sont déployées près de l'avant-poste Base Sur et quelques accrochages ont lieu, une patrouille péruvienne repoussant notamment une patrouille équatorienne.

### La guerre ouverte
Le 24 janvier 1995, les Péruviens avancent des troupes vers l'avant-poste Tiwinza, entraînant la mobilisation des FAE. Les Équatoriens préviennent que tout hélicoptère survolant leurs positions sera abattu. Le lendemain, un mouvement de troupes péruviennes vers Base Sur déclencha l'ouverture des hostilités.
Le 26 janvier, un groupe de soldats péruviens, en train de construire une piste pour hélicoptères derrière les avant-postes équatoriens, est délogé de la position dite Base Norte par les forces spéciales de l'Équateur. La mobilisation générale est décrétée le 27 dans les deux pays et des troupes (140 000 hommes en tout) sont massés le long de toute la frontière en cas de généralisation du conflit.
L'armée péruvienne lance ses premiers assauts sur les avant-postes équatoriens le 28, soutenue par des hélicoptères et des appareils des Forces aériennes péruviennes (FAP). L'offensive se poursuit le lendemain et prend la forme d'attaques multiples et simultanées, soutenues par des hélicoptères, sur les positions équatoriennes de Tiwinga, Coangas et Cueva de los Tayos. Le 31 janvier, les deux pays repoussent une demande internationale de cessez-le-feu, tandis que le Pérou attaque de nouveau les positions visées le 29.
À partir du 1er février, les troupes péruviennes disposent d'importants moyens de soutien (artillerie et appareils d'attaque au sol) pour poursuivre leur offensive. Celle-ci est aussi étendue vers le poste Condor Mirador situé au sommet de la cordillère du Condor. Les Équatoriens ripostent en utilisant également leur aviation en soutien des troupes au sol à partir du 3 février.
Les combats au sol voient cependant peu de progrès pour les deux camps malgré une violente attaque près de Tiwinza le 22 février. La guerre aérienne se poursuit tout au long du conflit malgré les conditions défavorables (vallée haute et vol lent à basse altitude) qui voient de nombreux avions être abattus ou subir des accidents. Les FAE abattront ainsi de nombreux appareils péruviens (notamment le 10 février ou 2 Sukhoï Su-22 Fitter péruviens sont abattus par des Mirage F-1 équatoriens)., contestant ainsi la supériorité aérienne des FAP, sans pouvoir cependant obtenir la suprématie aérienne.
Pendant ce temps, les négociations se sont engagées entre les deux pays et les quatre « garants » (Argentine, Brésil, Chili et États-Unis), et aboutissent à un accord de cessez-le-feu signé le 17 (mais qui n'entrera réellement en vigueur qu'à partir du 28), une force internationale (la MOMEP) devant être créée pour superviser le cessez-le-feu.

## Suites de la guerre
Sous la direction de la MOMEP, les deux camps se retirent de la zone du conflit. Ce retrait se termine le 5 mai 1995 et une zone démilitarisée est créée le 4 août. De nouvelles négociations s'ouvrent. Elles débouchent, après avoir failli entraîner une nouvelle guerre en août 1998, sur la signature d'un accord de paix le 26 octobre 1998 à Brasilia. Cet accord proclame la « résolution définitive des conflits frontaliers entre les deux nations ».
La nouvelle frontière est proche des demandes péruviennes des années 1940. Elle passe par le sommet de la cordillère du Condor, la vallée de la Cenepa étant désormais reconnue péruvienne à l'exception d'un kilomètre carré autour de l'avant-poste de Tiwinza, laissé sous souveraineté péruvienne mais administré par l'Équateur. La frontière définitive entra en vigueur le 13 mai 1999.

## Bilan et pertes
Selon l'ONG ALDHU, les pertes humaines s'élèvent à 100 - 500 victimes, la majorité étant équatorienne à la suite des nombreux assauts que l'armée péruvienne lança contre les positions défensives établies par les Équatoriens.